# 間接稅
間接稅（英語：indirect tax）是政府稅收的一個分類。是指在消費者購買貨品或服務時，政府從中間接地徵收稅款。而間接稅的特點是，稅款是可以轉嫁給第三者，而且在政府公共財政收入中相對穩定。除了間接稅外，亦有直接稅。
當政府向生產商或供應者收取稅款，他們可把貨品的價格提高，將部分或全部的稅務負擔轉嫁給消費者。 生產商及消費者對商品的彈性決定了分擔的稅務。一般而言，對於生活必需品，加稅時消費者須承擔較多稅務。對於奢侈品，生產商難以把稅務轉移到消費者，因為加價會導致需求量大幅減少，此時生產商須承擔較多稅務。
它亦為累退稅的一種，因為稅項與收入無關，無論收入多少也要為該貨品或服務付出相同的稅款。

## 例子
以下為間接稅的例子：
- 印花稅：從不同文件(如有關租約及服務買賣)收取的稅項
- 博彩稅：根據立稅人在賭博場所中(如香港賽馬會)的投注及所得收取稅款
- 關稅：對進出口貨品徵稅。
- 銷售稅：對消費品徵收的稅項，可從批發商或零售商徵收
- 飛機乘客離境稅
- 酒店房租稅
- 娛樂稅
- 汽車首次登記稅
- 差餉
- 煙酒稅（關稅）
- 水路離境稅（關稅）
- 汽車銷售稅（關稅）
- 地稅